# Czwarty multipleks naziemnej telewizji cyfrowej w Polsce
Czwarty multipleks naziemnej telewizji cyfrowej w Polsce (MUX 4) – jeden z multipleksów naziemnej telewizji cyfrowej nadawanych na terenie Polski. Został uruchomiony przez Cyfrowy Polsat na częstotliwościach początkowo przeznaczonych dla telewizji mobilnej w standardzie DVB-H. Składa się z programów telewizyjnych i radiowych kodowanych w systemie Irdeto, które są dostępne po wykupieniu pakietu w Polsat Box. Jedynym programem niekodowanym na multipleksie jest kanał informacyjny Polsat News Polityka.

## Historia

### Początki (2009–2012)
W 2009 roku Urząd Komunikacji Elektronicznej przeprowadził konkurs na rezerwację częstotliwości, na których planowano nadawanie telewizji w standardzie DVB-H. W konkursie zwyciężyła firma Info-TV-FM, wygrywając z powołaną przez polskich operatorów telefonii komórkowej spółką o nazwie Mobile TV. W 2011 roku, decyzją UKE, na prośbę spółki zmieniono decyzję rezerwacyjną, zezwalając na nadawanie technologii mobilnej w technologiach innych niż DVB-H. Spotkało się to ze sprzeciwem Polskiej Izby Informatyki i Telekomunikacji, jednak przez UKE został on uznany za bezpodstawny.

### TV Mobilna (2012-2022)
W 2012 roku całość udziałów w spółce Info-TV-FM przejął Cyfrowy Polsat. 4 czerwca 2012 roku uruchomiono kodowany multipleks DVB-T, który znalazł się w ofercie Cyfrowego Polsatu pod marką TV Mobilna. Usługa ta była reklamowana jako pozwalająca „oglądać te same kanały w domu i poza domem” w ramach jednego abonamentu. Oferta składała się nie tylko z dodatkowych kodowanych programów, ale również z powielonych 6 kanałów (TVP1, TVP2, Polsat, TV4, TV Puls i TVN) z pozostałych multipleksów w niskiej rozdzielczości dla urządzeń mobilnych.
Początkowo oferta składała się z 8 kanałów telewizyjnych i 12 stacji radiowych, ale 14 marca 2016 roku dołączono cztery nowe kanały telewizyjne – Polsat Café, Polsat Play, Comedy Central Family i TVN Style. Latem 2018 roku do oferty dołączyło Radio VOX FM zajmując miejsce Radio Bajka, które zakończyło nadawanie w grudniu 2015 roku, jednakże pod koniec 2017 roku nadawało w tym miejscu także Radio Wnet. 20 września 2019 roku odkodowano Polsat News w ramach testów HbbTV. 1 czerwca 2020 roku Tele 5 zastąpiło na multipleksie TVN Style.
W dniach 28–30 czerwca 2021 roku wyłączono nadajniki o małej i średniej mocy, ale za to uruchomiono nowe emisje z obiektów o dużej mocy oraz zwiększono moc przy niektórych dotychczasowych. Zmiana ta wynikała z obowiązku nałożonego przez UKE, aby multipleks pokrył 60% powierzchni objętej w ramach rezerwacji częstotliwości najpóźniej od dnia 30 czerwca 2021 roku. 1 lipca 2021 roku uruchomiono niekodowany przekaz Polsat News HD w kompresji HEVC, w związku z czym Polsat News w jakości SD został ponownie zakodowany. Od 30 sierpnia do 1 września 2021 roku uruchomiono łącznie 13 nowych obiektów nadawczych m.in. w Białogardzie, Giżycku, Iławie, Koninie, Leżajsku, Płocku, Ostrołęce, Siedlcach i Suwałkach. 1 września 2021 roku Polsat News HD został zastąpiony przez Wydarzenia 24.
17 lutego 2022 roku platforma cyfrowa Polsat Box (dawniej Cyfrowy Polsat) będąca operatorem TV Mobilnej zawiesiła sprzedaż jej płatnego pakietu w naziemnej telewizji cyfrowej jednocześnie zachęcając jej użytkowników do przejścia na ofertę IPTV lub telewizji satelitarnej należącej do Polsat Box. Usługę wygaszano stopniowo od 28 marca 2022 roku w związku ze zmianą standardu nadawania naziemnej telewizji cyfrowej w Polsce z DVB-T na DVB-T2. 24 maja 2022 roku usunięto z oferty kanały TVP Seriale, Nickelodeon i Tele 5. Wygaszanie usługi zakończono 27 czerwca 2022 roku.

### Polsat Box (od 2022 roku)
14 lipca 2022 roku wprowadzono nową ofertę płatnej telewizji naziemnej pod marką Polsat Box zastępującą dawną usługę TV Moblina – pakiet Sport i Informacje składający się z 10 kanałów telewizyjnych i 17 stacji radiowych. 26 września 2022 roku do multipleksu dołączono planszę pod nazwą HbbTV przekierowującą do serwisu streamingowego Polsat Go w ramach telewizji hybrydowej. 10 stycznia 2024 roku kanał informacyjny Polsat News Polityka zastąpił na multipleksie program Wydarzenia 24, który został przeniesiony na MUX 1. 2 lipca 2024 w miejsce radia Muzo.fm na multipleksie pojawiła stacja Eska Rock. Dostępna do tej pory na MUX 4 wersja tej rozgłośni skierowana do Warszawy zmieniła tego samego dnia nazwę na Eska Rock Warszawa; jednak 9 dni później wyłączono emisję dawnego radia Muzo.fm. 25 października 2024 roku do multipleksu dołączono stację radiową Norda FM, która objęła pozycję dawnego Muzo.fm wyłączonego z multipleksu kilka miesięcy wcześniej.

## Skład multipleksu
Stan na 25 października 2024 roku:

### Programy telewizyjne
| LCN | Nazwa programu       | Logo | Nadawca                    | Format obrazu | Szyfrowanie  |
| --- | -------------------- | ---- | -------------------------- | ------------- | ------------ |
| 110 | Polsat Sport 1       |      | Telewizja Polsat           | 16:9 HDTV     | tak (Irdeto) |
| 111 | Polsat Sport 2       |      | Telewizja Polsat           | 16:9 HDTV     | tak (Irdeto) |
| 112 | Eurosport 1          |      | TVN Warner Bros. Discovery | 16:9 HDTV     | tak (Irdeto) |
| 113 | Eurosport 2          |      | TVN Warner Bros. Discovery | 16:9 HDTV     | tak (Irdeto) |
| 114 | Eleven Sports 1      |      | Telewizja Polsat           | 16:9 HDTV     | tak (Irdeto) |
| 115 | Eleven Sports 2      |      | Telewizja Polsat           | 16:9 HDTV     | tak (Irdeto) |
| 116 | TVN Turbo            |      | TVN Warner Bros. Discovery | 16:9 HDTV     | tak (Irdeto) |
| 117 | TVN Style            |      | TVN Warner Bros. Discovery | 16:9 HDTV     | tak (Irdeto) |
| 118 | Polsat News Polityka |      | Telewizja Polsat           | 16:9 HDTV     | nie (FTA)    |
| 119 | Polsat News          |      | Telewizja Polsat           | 16:9 HDTV     | tak (Irdeto) |
| 120 | TVN24                |      | TVN Warner Bros. Discovery | 16:9 HDTV     | tak (Irdeto) |
| 333 | Polsat HbbTV         |      | Telewizja Polsat           | 16:9 HDTV     | nie (FTA)    |

### Programy radiowe
| LCN | Nazwa programu          | Logo | Nadawca                                        | Szyfrowanie  |
| --- | ----------------------- | ---- | ---------------------------------------------- | ------------ |
| 900 | RMF FM                  |      | Grupa RMF                                      | tak (Irdeto) |
| 901 | RMF MAXX                |      | Grupa RMF                                      | tak (Irdeto) |
| 902 | Antyradio               |      | Eurozet                                        | tak (Irdeto) |
| 903 | Norda FM                |      | Twoja Telewizja Morska Sp. z.o.o.              | tak (Irdeto) |
| 904 | Radio Zet               |      | Eurozet                                        | tak (Irdeto) |
| 905 | Radio Złote Przeboje    |      | Agora                                          | tak (Irdeto) |
| 906 | Radio Plus              |      | Eurozet i Time SA                              | tak (Irdeto) |
| 907 | Vox FM                  |      | ZPR Media                                      | tak (Irdeto) |
| 908 | Tok FM                  |      | Agora                                          | tak (Irdeto) |
| 909 | Rock Radio              |      | Agora                                          | tak (Irdeto) |
| 910 | Eska Rock Warszawa      |      | ZPR Media                                      | tak (Irdeto) |
| 911 | Radio Wielkopolska      |      | K2 WIN Sp. z.o.o.                              | tak (Irdeto) |
| 912 | Radio Bezpieczna Podróż |      | Fundacja Emanio Arcus                          | tak (Irdeto) |
| 913 | Radio Rekord Radom      |      | Rekord Grupa Mediowa                           | tak (Irdeto) |
| 914 | Radio Kolor             |      | MFM Sp. z o.o.                                 | tak (Irdeto) |
| 915 | Radio Kaszëbë           |      | Stowarzyszenie Ziemia Pucka                    | tak (Irdeto) |
| 916 | Radio Jasna Góra        |      | Klasztor OO. Paulinów Jasna Góra – Częstochowa | tak (Irdeto) |

    – kanał zakodowany

## Zmiany w składzie multipleksu

### IV multipleks telewizyjny od 4 czerwca 2012[9]
Programy telewizyjne
| LCN | Nazwa programu     | Nadawca                  | Szyfrowanie  |
| --- | ------------------ | ------------------------ | ------------ |
| ?   | Polsat Sport       | Telewizja Polsat         | tak (Irdeto) |
| ?   | Polsat Sport Extra | Telewizja Polsat         | tak (Irdeto) |
| ?   | Polsat News        | Telewizja Polsat         | tak (Irdeto) |
| ?   | Polsat Film        | Telewizja Polsat         | tak (Irdeto) |
| ?   | Kino Polska        | Kino Polska TV SA        | tak (Irdeto) |
| ?   | TVP Seriale        | Telewizja Polska         | tak (Irdeto) |
| ?   | Comedy Central     | Paramount Networks EMEAA | tak (Irdeto) |
| ?   | Nickelodeon        | Paramount Networks EMEAA | tak (Irdeto) |

Programy radiowe
| LCN | Nazwa programu       | Nadawca                                  | Szyfrowanie  |
| --- | -------------------- | ---------------------------------------- | ------------ |
| ?   | RMF FM               | Grupa RMF                                | tak (Irdeto) |
| ?   | RMF MAXX             | Grupa RMF                                | tak (Irdeto) |
| ?   | Antyradio            | Eurozet                                  | tak (Irdeto) |
| ?   | Radio PIN            | Radio PIN SA                             | tak (Irdeto) |
| ?   | Radio Zet            | Eurozet                                  | tak (Irdeto) |
| ?   | Radio Złote Przeboje | Agora                                    | tak (Irdeto) |
| ?   | Eska Rock            | ZPR Media                                | tak (Irdeto) |
| ?   | Radio Plus           | Eurozet i Time SA                        | tak (Irdeto) |
| ?   | Tok FM               | Agora                                    | tak (Irdeto) |
| ?   | Moje Polskie Radio   | Polskie Radio SA                         | tak (Irdeto) |
| ?   | Radio Roxy FM        | Agora                                    | tak (Irdeto) |
| ?   | Radio Bajka          | Bajka – Fundacja na Rzecz Rozwoju Dzieci | tak (Irdeto) |

### IV multipleks telewizyjny od 14 marca 2016[10]
Programy telewizyjne
| LCN | Nazwa programu        | Nadawca                  | Szyfrowanie  |
| --- | --------------------- | ------------------------ | ------------ |
| 101 | Polsat News           | Telewizja Polsat         | tak (Irdeto) |
| 102 | TVP Seriale           | Telewizja Polska         | tak (Irdeto) |
| 103 | Polsat Sport          | Telewizja Polsat         | tak (Irdeto) |
| 104 | Polsat Film           | Telewizja Polsat         | tak (Irdeto) |
| 105 | Comedy Central        | Paramount Networks EMEAA | tak (Irdeto) |
| 106 | Nickelodeon           | Paramount Networks EMEAA | tak (Irdeto) |
| 107 | Kino Polska           | Kino Polska TV SA        | tak (Irdeto) |
| 108 | Polsat Sport Extra    | Telewizja Polsat         | tak (Irdeto) |
| 122 | Comedy Central Family | Paramount Networks EMEAA | tak (Irdeto) |
| 123 | Polsat Café           | Telewizja Polsat         | tak (Irdeto) |
| 124 | Polsat Play           | Telewizja Polsat         | tak (Irdeto) |
| 125 | TVN Style             | Grupa TVN                | tak (Irdeto) |

Programy radiowe
| LCN | Nazwa programu       | Nadawca                                  | Szyfrowanie  |
| --- | -------------------- | ---------------------------------------- | ------------ |
| ?   | RMF FM               | Grupa RMF                                | tak (Irdeto) |
| ?   | RMF MAXX             | Grupa RMF                                | tak (Irdeto) |
| ?   | Antyradio            | Eurozet                                  | tak (Irdeto) |
| ?   | Muzo.fm              | ZPR Media                                | tak (Irdeto) |
| ?   | Radio Zet            | Eurozet                                  | tak (Irdeto) |
| ?   | Radio Złote Przeboje | Agora                                    | tak (Irdeto) |
| ?   | Eska Rock            | ZPR Media                                | tak (Irdeto) |
| ?   | Radio Plus           | Eurozet i Time SA                        | tak (Irdeto) |
| ?   | Tok FM               | Agora                                    | tak (Irdeto) |
| ?   | Moje Polskie Radio   | Polskie Radio SA                         | tak (Irdeto) |
| ?   | Rock Radio           | Agora                                    | tak (Irdeto) |
| ?   | Radio Bajka          | Bajka – Fundacja na Rzecz Rozwoju Dzieci | tak (Irdeto) |

### IV multipleks telewizyjny od 1 czerwca 2020[13]
Programy telewizyjne
| LCN | Nazwa programu              | Nadawca                  | Szyfrowanie  |
| --- | --------------------------- | ------------------------ | ------------ |
| 101 | Polsat News                 | Telewizja Polsat         | nie (FTA)    |
| 102 | TVP Seriale                 | Telewizja Polska         | tak (Irdeto) |
| 103 | Polsat Sport                | Telewizja Polsat         | tak (Irdeto) |
| 104 | Polsat Film                 | Telewizja Polsat         | tak (Irdeto) |
| 105 | Comedy Central              | Paramount Networks EMEAA | tak (Irdeto) |
| 106 | Nickelodeon                 | Paramount Networks EMEAA | tak (Irdeto) |
| 107 | Kino Polska                 | Kino Polska TV SA        | tak (Irdeto) |
| 108 | Polsat Sport Extra          | Telewizja Polsat         | tak (Irdeto) |
| 122 | Polsat Comedy Central Extra | Paramount Networks EMEAA | tak (Irdeto) |
| 123 | Polsat Café                 | Telewizja Polsat         | tak (Irdeto) |
| 124 | Polsat Play                 | Telewizja Polsat         | tak (Irdeto) |
| 125 | Tele 5                      | Polcast Television       | tak (Irdeto) |

Programy radiowe
| LCN | Nazwa programu       | Nadawca           | Szyfrowanie  |
| --- | -------------------- | ----------------- | ------------ |
| 134 | Muzo.fm              | ZPR Media         | tak (Irdeto) |
| 135 | Moje Polskie Radio   | Polskie Radio SA  | tak (Irdeto) |
| 136 | RMF FM               | Grupa RMF         | tak (Irdeto) |
| 137 | RMF MAXX             | Grupa RMF         | tak (Irdeto) |
| 138 | Radio Zet            | Eurozet           | tak (Irdeto) |
| 139 | Antyradio            | Eurozet           | tak (Irdeto) |
| 140 | Radio Plus           | Eurozet i Time SA | tak (Irdeto) |
| 141 | Radio Złote Przeboje | Agora             | tak (Irdeto) |
| 142 | Tok FM               | Agora             | tak (Irdeto) |
| 143 | Rock Radio           | Agora             | tak (Irdeto) |
| 144 | Eska Rock            | ZPR Media         | tak (Irdeto) |
| 145 | Vox FM               | ZPR Media         | tak (Irdeto) |

### IV multipleks telewizyjny od 1 lipca 2021[15]
Programy telewizyjne
| LCN | Nazwa programu              | Nadawca                  | Szyfrowanie  |
| --- | --------------------------- | ------------------------ | ------------ |
| 101 | Polsat News                 | Telewizja Polsat         | tak (Irdeto) |
| 102 | TVP Seriale                 | Telewizja Polska         | tak (Irdeto) |
| 103 | Polsat Sport                | Telewizja Polsat         | tak (Irdeto) |
| 104 | Polsat Film                 | Telewizja Polsat         | tak (Irdeto) |
| 105 | Comedy Central              | Paramount Networks EMEAA | tak (Irdeto) |
| 106 | Nickelodeon                 | Paramount Networks EMEAA | tak (Irdeto) |
| 107 | Kino Polska                 | Kino Polska TV SA        | tak (Irdeto) |
| 108 | Polsat Sport Extra          | Telewizja Polsat         | tak (Irdeto) |
| 109 | Polsat News HD HEVC         | Telewizja Polsat         | nie (FTA)    |
| 122 | Polsat Comedy Central Extra | Paramount Networks EMEAA | tak (Irdeto) |
| 123 | Polsat Café                 | Telewizja Polsat         | tak (Irdeto) |
| 124 | Polsat Play                 | Telewizja Polsat         | tak (Irdeto) |
| 125 | Tele 5                      | Polcast Television       | tak (Irdeto) |

Programy radiowe
| LCN | Nazwa programu       | Nadawca           | Szyfrowanie  |
| --- | -------------------- | ----------------- | ------------ |
| 134 | Muzo.fm              | ZPR Media         | tak (Irdeto) |
| 135 | Moje Polskie Radio   | Polskie Radio SA  | tak (Irdeto) |
| 136 | RMF FM               | Grupa RMF         | tak (Irdeto) |
| 137 | RMF MAXX             | Grupa RMF         | tak (Irdeto) |
| 138 | Radio Zet            | Eurozet           | tak (Irdeto) |
| 139 | Antyradio            | Eurozet           | tak (Irdeto) |
| 140 | Radio Plus           | Eurozet i Time SA | tak (Irdeto) |
| 141 | Radio Złote Przeboje | Agora             | tak (Irdeto) |
| 142 | Tok FM               | Agora             | tak (Irdeto) |
| 143 | Rock Radio           | Agora             | tak (Irdeto) |
| 144 | Eska Rock            | ZPR Media         | tak (Irdeto) |
| 145 | Vox FM               | ZPR Media         | tak (Irdeto) |

### IV multipleks telewizyjny od 1 września 2021[16]
Programy telewizyjne
| LCN | Nazwa programu              | Nadawca                  | Szyfrowanie  |
| --- | --------------------------- | ------------------------ | ------------ |
| 101 | Polsat News                 | Telewizja Polsat         | tak (Irdeto) |
| 102 | TVP Seriale                 | Telewizja Polska         | tak (Irdeto) |
| 103 | Polsat Sport                | Telewizja Polsat         | tak (Irdeto) |
| 104 | Polsat Film                 | Telewizja Polsat         | tak (Irdeto) |
| 105 | Comedy Central              | Paramount Networks EMEAA | tak (Irdeto) |
| 106 | Nickelodeon                 | Paramount Networks EMEAA | tak (Irdeto) |
| 107 | Kino Polska                 | Kino Polska TV SA        | tak (Irdeto) |
| 108 | Polsat Sport Extra          | Telewizja Polsat         | tak (Irdeto) |
| 109 | Wydarzenia 24 HD HEVC       | Telewizja Polsat         | nie (FTA)    |
| 122 | Polsat Comedy Central Extra | Paramount Networks EMEAA | tak (Irdeto) |
| 123 | Polsat Café                 | Telewizja Polsat         | tak (Irdeto) |
| 124 | Polsat Play                 | Telewizja Polsat         | tak (Irdeto) |
| 125 | Tele 5                      | Polcast Television       | tak (Irdeto) |

Programy radiowe
| LCN | Nazwa programu       | Nadawca           | Szyfrowanie  |
| --- | -------------------- | ----------------- | ------------ |
| 134 | Muzo.fm              | ZPR Media         | tak (Irdeto) |
| 135 | Moje Polskie Radio   | Polskie Radio SA  | tak (Irdeto) |
| 136 | RMF FM               | Grupa RMF         | tak (Irdeto) |
| 137 | RMF MAXX             | Grupa RMF         | tak (Irdeto) |
| 138 | Radio Zet            | Eurozet           | tak (Irdeto) |
| 139 | Antyradio            | Eurozet           | tak (Irdeto) |
| 140 | Radio Plus           | Eurozet i Time SA | tak (Irdeto) |
| 141 | Radio Złote Przeboje | Agora             | tak (Irdeto) |
| 142 | Tok FM               | Agora             | tak (Irdeto) |
| 143 | Rock Radio           | Agora             | tak (Irdeto) |
| 144 | Eska Rock            | ZPR Media         | tak (Irdeto) |
| 145 | Vox FM               | ZPR Media         | tak (Irdeto) |

### IV multipleks telewizyjny od 28 marca 2022[h][29]
Programy telewizyjne
| LCN | Nazwa programu                 | Nadawca                  | Szyfrowanie  |
| --- | ------------------------------ | ------------------------ | ------------ |
| 101 | Polsat News HD                 | Telewizja Polsat         | tak (Irdeto) |
| 102 | TVP Seriale                    | Telewizja Polska         | tak (Irdeto) |
| 103 | Polsat Sport HD                | Telewizja Polsat         | tak (Irdeto) |
| 104 | Polsat Film HD                 | Telewizja Polsat         | tak (Irdeto) |
| 105 | Comedy Central HD              | Paramount Networks EMEAA | tak (Irdeto) |
| 106 | Nickelodeon                    | Paramount Networks EMEAA | tak (Irdeto) |
| 107 | Kino Polska HD                 | Kino Polska TV SA        | tak (Irdeto) |
| 108 | Polsat Sport Extra HD          | Telewizja Polsat         | tak (Irdeto) |
| 109 | Wydarzenia 24 HD               | Telewizja Polsat         | nie (FTA)    |
| 122 | Polsat Comedy Central Extra HD | Paramount Networks EMEAA | tak (Irdeto) |
| 123 | Polsat Café HD                 | Telewizja Polsat         | tak (Irdeto) |
| 124 | Polsat Play HD                 | Telewizja Polsat         | tak (Irdeto) |
| 125 | Tele 5                         | Polcast Television       | tak (Irdeto) |

Programy radiowe
| LCN | Nazwa programu       | Nadawca   | Szyfrowanie  |
| --- | -------------------- | --------- | ------------ |
| 134 | Muzo.fm              | ZPR Media | tak (Irdeto) |
| 136 | RMF FM               | Grupa RMF | tak (Irdeto) |
| 137 | RMF MAXX             | Grupa RMF | tak (Irdeto) |
| 138 | Radio Zet            | Eurozet   | tak (Irdeto) |
| 139 | Antyradio            | Eurozet   | tak (Irdeto) |
| 141 | Radio Złote Przeboje | Agora     | tak (Irdeto) |

### IV multipleks telewizyjny od 24 maja 2022[19]
Programy telewizyjne
| LCN | Nazwa programu                 | Nadawca                  | Szyfrowanie  |
| --- | ------------------------------ | ------------------------ | ------------ |
| 110 | Polsat News HD                 | Telewizja Polsat         | tak (Irdeto) |
| 112 | Polsat Sport HD                | Telewizja Polsat         | tak (Irdeto) |
| 113 | Polsat Film HD                 | Telewizja Polsat         | tak (Irdeto) |
| 114 | Comedy Central HD              | Paramount Networks EMEAA | tak (Irdeto) |
| 115 | Kino Polska HD                 | Kino Polska TV SA        | tak (Irdeto) |
| 116 | Polsat Sport Extra HD          | Telewizja Polsat         | tak (Irdeto) |
| 117 | Polsat Comedy Central Extra HD | Paramount Networks EMEAA | tak (Irdeto) |
| 118 | Wydarzenia 24 HD               | Telewizja Polsat         | nie (FTA)    |
| 119 | Polsat Café HD                 | Telewizja Polsat         | tak (Irdeto) |
| 120 | Polsat Play HD                 | Telewizja Polsat         | tak (Irdeto) |

Programy radiowe
| LCN | Nazwa programu       | Nadawca   | Szyfrowanie  |
| --- | -------------------- | --------- | ------------ |
| 134 | Muzo.fm              | ZPR Media | tak (Irdeto) |
| 136 | RMF FM               | Grupa RMF | tak (Irdeto) |
| 137 | RMF MAXX             | Grupa RMF | tak (Irdeto) |
| 138 | Radio Zet            | Eurozet   | tak (Irdeto) |
| 139 | Antyradio            | Eurozet   | tak (Irdeto) |
| 141 | Radio Złote Przeboje | Agora     | tak (Irdeto) |

### IV multipleks telewizyjny od 13 lipca 2022[30]
Programy telewizyjne
| LCN | Nazwa programu        | Nadawca                    | Szyfrowanie  |
| --- | --------------------- | -------------------------- | ------------ |
| 110 | Polsat News HD        | Telewizja Polsat           | tak (Irdeto) |
| 112 | Polsat Sport HD       | Telewizja Polsat           | tak (Irdeto) |
| 113 | Eurosport 1 HD        | TVN Warner Bros. Discovery | tak (Irdeto) |
| 114 | Eleven Sports 1 HD    | Telewizja Polsat           | tak (Irdeto) |
| 115 | TVN Turbo HD          | Grupa TVN                  | tak (Irdeto) |
| 116 | Polsat Sport Extra HD | Telewizja Polsat           | tak (Irdeto) |
| 117 | Eleven Sports 2 HD    | Telewizja Polsat           | tak (Irdeto) |
| 118 | Wydarzenia 24 HD      | Telewizja Polsat           | nie (FTA)    |
| 119 | Eurosport 2 HD        | TVN Warner Bros. Discovery | tak (Irdeto) |
| 120 | TVN24 HD              | TVN Warner Bros. Discovery | tak (Irdeto) |
| 121 | TVN Style HD          | TVN Warner Bros. Discovery | tak (Irdeto) |

Programy radiowe
| LCN | Nazwa programu          | Nadawca                                        | Szyfrowanie  |
| --- | ----------------------- | ---------------------------------------------- | ------------ |
| 900 | RMF FM                  | Grupa RMF                                      | tak (Irdeto) |
| 901 | RMF MAXX                | Grupa RMF                                      | tak (Irdeto) |
| 902 | Antyradio               | Eurozet                                        | tak (Irdeto) |
| 903 | Muzo.fm                 | ZPR Media                                      | tak (Irdeto) |
| 904 | Radio Zet               | Eurozet                                        | tak (Irdeto) |
| 905 | Radio Złote Przeboje    | Agora                                          | tak (Irdeto) |
| 906 | Radio Plus              | Eurozet i Time SA                              | tak (Irdeto) |
| 907 | Vox FM                  | ZPR Media                                      | tak (Irdeto) |
| 908 | Tok FM                  | Agora                                          | tak (Irdeto) |
| 909 | Rock Radio              | Agora                                          | tak (Irdeto) |
| 910 | Eska Rock               | ZPR Media                                      | tak (Irdeto) |
| 911 | Radio Wielkopolska      | K2 WIN Sp. z.o.o.                              | tak (Irdeto) |
| 912 | Radio Bezpieczna Podróż | Fundacja Emanio Arcus                          | tak (Irdeto) |
| 913 | Radio Rekord FM (Radom) | Rekord Grupa Mediowa                           | tak (Irdeto) |
| 914 | Radio Kolor             | MFM Sp. z o.o.                                 | tak (Irdeto) |
| 915 | Radio Kaszëbë           | Stowarzyszenie Ziemia Pucka                    | tak (Irdeto) |
| 916 | Radio Jasna Góra        | Klasztor OO. Paulinów Jasna Góra – Częstochowa | tak (Irdeto) |

### IV multipleks telewizyjny od 10 sierpnia 2022[31]
Programy telewizyjne
| LCN | Nazwa programu        | Nadawca                    | Szyfrowanie  |
| --- | --------------------- | -------------------------- | ------------ |
| 110 | Polsat Sport HD       | Telewizja Polsat           | tak (Irdeto) |
| 111 | Polsat Sport Extra HD | Telewizja Polsat           | tak (Irdeto) |
| 112 | Eurosport 1 HD        | TVN Warner Bros. Discovery | tak (Irdeto) |
| 113 | Eurosport 2 HD        | TVN Warner Bros. Discovery | tak (Irdeto) |
| 114 | Eleven Sports 1 HD    | Telewizja Polsat           | tak (Irdeto) |
| 115 | Eleven Sports 2 HD    | Telewizja Polsat           | tak (Irdeto) |
| 116 | TVN Turbo HD          | TVN Warner Bros. Discovery | tak (Irdeto) |
| 117 | TVN Style HD          | TVN Warner Bros. Discovery | tak (Irdeto) |
| 118 | Wydarzenia 24 HD      | Telewizja Polsat           | nie (FTA)    |
| 119 | Polsat News HD        | Telewizja Polsat           | tak (Irdeto) |
| 120 | TVN24 HD              | TVN Warner Bros. Discovery | tak (Irdeto) |

Programy radiowe
| LCN | Nazwa programu          | Nadawca                                        | Szyfrowanie  |
| --- | ----------------------- | ---------------------------------------------- | ------------ |
| 900 | RMF FM                  | Grupa RMF                                      | tak (Irdeto) |
| 901 | RMF MAXX                | Grupa RMF                                      | tak (Irdeto) |
| 902 | Antyradio               | Eurozet                                        | tak (Irdeto) |
| 903 | Muzo.fm                 | ZPR Media                                      | tak (Irdeto) |
| 904 | Radio Zet               | Eurozet                                        | tak (Irdeto) |
| 905 | Radio Złote Przeboje    | Agora                                          | tak (Irdeto) |
| 906 | Radio Plus              | Eurozet i Time SA                              | tak (Irdeto) |
| 907 | Vox FM                  | ZPR Media                                      | tak (Irdeto) |
| 908 | Tok FM                  | Agora                                          | tak (Irdeto) |
| 909 | Rock Radio              | Agora                                          | tak (Irdeto) |
| 910 | Eska Rock               | ZPR Media                                      | tak (Irdeto) |
| 911 | Radio Wielkopolska      | K2 WIN Sp. z.o.o.                              | tak (Irdeto) |
| 912 | Radio Bezpieczna Podróż | Fundacja Emanio Arcus                          | tak (Irdeto) |
| 913 | Radio Rekord FM (Radom) | Rekord Grupa Mediowa                           | tak (Irdeto) |
| 914 | Radio Kolor             | MFM Sp. z o.o.                                 | tak (Irdeto) |
| 915 | Radio Kaszëbë           | Stowarzyszenie Ziemia Pucka                    | tak (Irdeto) |
| 916 | Radio Jasna Góra        | Klasztor OO. Paulinów Jasna Góra – Częstochowa | tak (Irdeto) |

### IV multipleks telewizyjny od 26 września 2022[23]
Programy telewizyjne
| LCN | Nazwa programu        | Nadawca                    | Szyfrowanie  |
| --- | --------------------- | -------------------------- | ------------ |
| 110 | Polsat Sport HD       | Telewizja Polsat           | tak (Irdeto) |
| 111 | Polsat Sport Extra HD | Telewizja Polsat           | tak (Irdeto) |
| 112 | Eurosport 1 HD        | TVN Warner Bros. Discovery | tak (Irdeto) |
| 113 | Eurosport 2 HD        | TVN Warner Bros. Discovery | tak (Irdeto) |
| 114 | Eleven Sports 1 HD    | Telewizja Polsat           | tak (Irdeto) |
| 115 | Eleven Sports 2 HD    | Telewizja Polsat           | tak (Irdeto) |
| 116 | TVN Turbo HD          | Grupa TVN                  | tak (Irdeto) |
| 117 | TVN Style HD          | Grupa TVN                  | tak (Irdeto) |
| 118 | Wydarzenia 24 HD      | Telewizja Polsat           | nie (FTA)    |
| 119 | Polsat News HD        | Telewizja Polsat           | tak (Irdeto) |
| 120 | TVN24 HD              | TVN Warner Bros. Discovery | tak (Irdeto) |
| 161 | HbbTV (Polsat Go)     | Telewizja Polsat           | nie (FTA)    |

Programy radiowe
| LCN | Nazwa programu          | Nadawca                                        | Szyfrowanie  |
| --- | ----------------------- | ---------------------------------------------- | ------------ |
| 900 | RMF FM                  | Grupa RMF                                      | tak (Irdeto) |
| 901 | RMF MAXX                | Grupa RMF                                      | tak (Irdeto) |
| 902 | Antyradio               | Eurozet                                        | tak (Irdeto) |
| 903 | Muzo.fm                 | ZPR Media                                      | tak (Irdeto) |
| 904 | Radio Zet               | Eurozet                                        | tak (Irdeto) |
| 905 | Radio Złote Przeboje    | Agora                                          | tak (Irdeto) |
| 906 | Radio Plus              | Eurozet i Time SA                              | tak (Irdeto) |
| 907 | Vox FM                  | ZPR Media                                      | tak (Irdeto) |
| 908 | Tok FM                  | Agora                                          | tak (Irdeto) |
| 909 | Rock Radio              | Agora                                          | tak (Irdeto) |
| 910 | Eska Rock               | ZPR Media                                      | tak (Irdeto) |
| 911 | Radio Wielkopolska      | K2 WIN Sp. z.o.o.                              | tak (Irdeto) |
| 912 | Radio Bezpieczna Podróż | Fundacja Emanio Arcus                          | tak (Irdeto) |
| 913 | Radio Rekord FM (Radom) | Rekord Grupa Mediowa                           | tak (Irdeto) |
| 914 | Radio Kolor             | MFM Sp. z o.o.                                 | tak (Irdeto) |
| 915 | Radio Kaszëbë           | Stowarzyszenie Ziemia Pucka                    | tak (Irdeto) |
| 916 | Radio Jasna Góra        | Klasztor OO. Paulinów Jasna Góra – Częstochowa | tak (Irdeto) |

### IV multipleks telewizyjny od 12 grudnia 2022[32]
Programy telewizyjne
| LCN | Nazwa programu        | Nadawca                    | Szyfrowanie  |
| --- | --------------------- | -------------------------- | ------------ |
| 110 | Polsat Sport HD       | Telewizja Polsat           | tak (Irdeto) |
| 111 | Polsat Sport Extra HD | Telewizja Polsat           | tak (Irdeto) |
| 112 | Eurosport 1 HD        | TVN Warner Bros. Discovery | tak (Irdeto) |
| 113 | Eurosport 2 HD        | TVN Warner Bros. Discovery | tak (Irdeto) |
| 114 | Eleven Sports 1 HD    | Telewizja Polsat           | tak (Irdeto) |
| 115 | Eleven Sports 2 HD    | Telewizja Polsat           | tak (Irdeto) |
| 116 | TVN Turbo HD          | TVN Warner Bros. Discovery | tak (Irdeto) |
| 117 | TVN Style HD          | TVN Warner Bros. Discovery | tak (Irdeto) |
| 118 | Wydarzenia 24 HD      | Telewizja Polsat           | nie (FTA)    |
| 119 | Polsat News HD        | Telewizja Polsat           | tak (Irdeto) |
| 120 | TVN24 HD              | TVN Warner Bros. Discovery | tak (Irdeto) |
| 333 | Polsat Go HbbTV       | Telewizja Polsat           | nie (FTA)    |

Programy radiowe
| LCN | Nazwa programu          | Nadawca                                        | Szyfrowanie  |
| --- | ----------------------- | ---------------------------------------------- | ------------ |
| 900 | RMF FM                  | Grupa RMF                                      | tak (Irdeto) |
| 901 | RMF MAXX                | Grupa RMF                                      | tak (Irdeto) |
| 902 | Antyradio               | Eurozet                                        | tak (Irdeto) |
| 903 | Muzo.fm                 | ZPR Media                                      | tak (Irdeto) |
| 904 | Radio Zet               | Eurozet                                        | tak (Irdeto) |
| 905 | Radio Złote Przeboje    | Agora                                          | tak (Irdeto) |
| 906 | Radio Plus              | Eurozet i Time SA                              | tak (Irdeto) |
| 907 | Vox FM                  | ZPR Media                                      | tak (Irdeto) |
| 908 | Tok FM                  | Agora                                          | tak (Irdeto) |
| 909 | Rock Radio              | Agora                                          | tak (Irdeto) |
| 910 | Eska Rock               | ZPR Media                                      | tak (Irdeto) |
| 911 | Radio Wielkopolska      | K2 WIN Sp. z.o.o.                              | tak (Irdeto) |
| 912 | Radio Bezpieczna Podróż | Fundacja Emanio Arcus                          | tak (Irdeto) |
| 913 | Radio Rekord FM (Radom) | Rekord Grupa Mediowa                           | tak (Irdeto) |
| 914 | Radio Kolor             | MFM Sp. z o.o.                                 | tak (Irdeto) |
| 915 | Radio Kaszëbë           | Stowarzyszenie Ziemia Pucka                    | tak (Irdeto) |
| 916 | Radio Jasna Góra        | Klasztor OO. Paulinów Jasna Góra – Częstochowa | tak (Irdeto) |

### IV multipleks telewizyjny od 31 sierpnia 2023[33]
Programy telewizyjne
| LCN | Nazwa programu        | Nadawca                    | Szyfrowanie  |
| --- | --------------------- | -------------------------- | ------------ |
| 110 | Polsat Sport HD       | Telewizja Polsat           | tak (Irdeto) |
| 111 | Polsat Sport Extra HD | Telewizja Polsat           | tak (Irdeto) |
| 112 | Eurosport 1 HD        | TVN Warner Bros. Discovery | tak (Irdeto) |
| 113 | Eurosport 2 HD        | TVN Warner Bros. Discovery | tak (Irdeto) |
| 114 | Eleven Sports 1 HD    | Telewizja Polsat           | tak (Irdeto) |
| 115 | Eleven Sports 2 HD    | Telewizja Polsat           | tak (Irdeto) |
| 116 | TVN Turbo HD          | TVN Warner Bros. Discovery | tak (Irdeto) |
| 117 | TVN Style HD          | TVN Warner Bros. Discovery | tak (Irdeto) |
| 118 | Wydarzenia 24 HD      | Telewizja Polsat           | nie (FTA)    |
| 119 | Polsat News HD        | Telewizja Polsat           | tak (Irdeto) |
| 120 | TVN24 HD              | TVN Warner Bros. Discovery | tak (Irdeto) |
| 333 | Polsat HbbTV          | Telewizja Polsat           | nie (FTA)    |

Programy radiowe
| LCN | Nazwa programu          | Nadawca                                        | Szyfrowanie  |
| --- | ----------------------- | ---------------------------------------------- | ------------ |
| 900 | RMF FM                  | Grupa RMF                                      | tak (Irdeto) |
| 901 | RMF MAXX                | Grupa RMF                                      | tak (Irdeto) |
| 902 | Antyradio               | Eurozet                                        | tak (Irdeto) |
| 903 | Muzo.fm                 | ZPR Media                                      | tak (Irdeto) |
| 904 | Radio Zet               | Eurozet                                        | tak (Irdeto) |
| 905 | Radio Złote Przeboje    | Agora                                          | tak (Irdeto) |
| 906 | Radio Plus              | Eurozet i Time SA                              | tak (Irdeto) |
| 907 | Vox FM                  | ZPR Media                                      | tak (Irdeto) |
| 908 | Tok FM                  | Agora                                          | tak (Irdeto) |
| 909 | Rock Radio              | Agora                                          | tak (Irdeto) |
| 910 | Eska Rock               | ZPR Media                                      | tak (Irdeto) |
| 911 | Radio Wielkopolska      | K2 WIN Sp. z.o.o.                              | tak (Irdeto) |
| 912 | Radio Bezpieczna Podróż | Fundacja Emanio Arcus                          | tak (Irdeto) |
| 913 | Radio Rekord FM (Radom) | Rekord Grupa Mediowa                           | tak (Irdeto) |
| 914 | Radio Kolor             | MFM Sp. z o.o.                                 | tak (Irdeto) |
| 915 | Radio Kaszëbë           | Stowarzyszenie Ziemia Pucka                    | tak (Irdeto) |
| 916 | Radio Jasna Góra        | Klasztor OO. Paulinów Jasna Góra – Częstochowa | tak (Irdeto) |

### IV multipleks telewizyjny od 10 stycznia 2024[34]
Programy telewizyjne
| LCN | Nazwa programu          | Nadawca                    | Szyfrowanie  |
| --- | ----------------------- | -------------------------- | ------------ |
| 110 | Polsat Sport HD         | Telewizja Polsat           | tak (Irdeto) |
| 111 | Polsat Sport Extra HD   | Telewizja Polsat           | tak (Irdeto) |
| 112 | Eurosport 1 HD          | TVN Warner Bros. Discovery | tak (Irdeto) |
| 113 | Eurosport 2 HD          | TVN Warner Bros. Discovery | tak (Irdeto) |
| 114 | Eleven Sports 1 HD      | Telewizja Polsat           | tak (Irdeto) |
| 115 | Eleven Sports 2 HD      | Telewizja Polsat           | tak (Irdeto) |
| 116 | TVN Turbo HD            | TVN Warner Bros. Discovery | tak (Irdeto) |
| 117 | TVN Style HD            | TVN Warner Bros. Discovery | tak (Irdeto) |
| 118 | Polsat News Polityka HD | Telewizja Polsat           | nie (FTA)    |
| 119 | Polsat News HD          | Telewizja Polsat           | tak (Irdeto) |
| 120 | TVN24 HD                | TVN Warner Bros. Discovery | tak (Irdeto) |
| 333 | Polsat HbbTV            | Telewizja Polsat           | nie (FTA)    |

Programy radiowe
| LCN | Nazwa programu          | Nadawca                                        | Szyfrowanie  |
| --- | ----------------------- | ---------------------------------------------- | ------------ |
| 900 | RMF FM                  | Grupa RMF                                      | tak (Irdeto) |
| 901 | RMF MAXX                | Grupa RMF                                      | tak (Irdeto) |
| 902 | Antyradio               | Eurozet                                        | tak (Irdeto) |
| 903 | Muzo.fm                 | ZPR Media                                      | tak (Irdeto) |
| 904 | Radio Zet               | Eurozet                                        | tak (Irdeto) |
| 905 | Radio Złote Przeboje    | Agora                                          | tak (Irdeto) |
| 906 | Radio Plus              | Eurozet i Time SA                              | tak (Irdeto) |
| 907 | Vox FM                  | ZPR Media                                      | tak (Irdeto) |
| 908 | Tok FM                  | Agora                                          | tak (Irdeto) |
| 909 | Rock Radio              | Agora                                          | tak (Irdeto) |
| 910 | Eska Rock               | ZPR Media                                      | tak (Irdeto) |
| 911 | Radio Wielkopolska      | K2 WIN Sp. z.o.o.                              | tak (Irdeto) |
| 912 | Radio Bezpieczna Podróż | Fundacja Emanio Arcus                          | tak (Irdeto) |
| 913 | Radio Rekord FM (Radom) | Rekord Grupa Mediowa                           | tak (Irdeto) |
| 914 | Radio Kolor             | MFM Sp. z o.o.                                 | tak (Irdeto) |
| 915 | Radio Kaszëbë           | Stowarzyszenie Ziemia Pucka                    | tak (Irdeto) |
| 916 | Radio Jasna Góra        | Klasztor OO. Paulinów Jasna Góra – Częstochowa | tak (Irdeto) |

### IV multipleks telewizyjny od 26 kwietnia 2024[35]
Programy telewizyjne
| LCN | Nazwa programu          | Nadawca                    | Szyfrowanie  |
| --- | ----------------------- | -------------------------- | ------------ |
| 110 | Polsat Sport 1 HD       | Telewizja Polsat           | tak (Irdeto) |
| 111 | Polsat Sport 2 HD       | Telewizja Polsat           | tak (Irdeto) |
| 112 | Eurosport 1 HD          | TVN Warner Bros. Discovery | tak (Irdeto) |
| 113 | Eurosport 2 HD          | TVN Warner Bros. Discovery | tak (Irdeto) |
| 114 | Eleven Sports 1 HD      | Telewizja Polsat           | tak (Irdeto) |
| 115 | Eleven Sports 2 HD      | Telewizja Polsat           | tak (Irdeto) |
| 116 | TVN Turbo HD            | TVN Warner Bros. Discovery | tak (Irdeto) |
| 117 | TVN Style HD            | TVN Warner Bros. Discovery | tak (Irdeto) |
| 118 | Polsat News Polityka HD | Telewizja Polsat           | nie (FTA)    |
| 119 | Polsat News HD          | Telewizja Polsat           | tak (Irdeto) |
| 120 | TVN24 HD                | TVN Warner Bros. Discovery | tak (Irdeto) |
| 333 | Polsat HbbTV            | Telewizja Polsat           | nie (FTA)    |

Programy radiowe
| LCN | Nazwa programu          | Nadawca                                        | Szyfrowanie  |
| --- | ----------------------- | ---------------------------------------------- | ------------ |
| 900 | RMF FM                  | Grupa RMF                                      | tak (Irdeto) |
| 901 | RMF MAXX                | Grupa RMF                                      | tak (Irdeto) |
| 902 | Antyradio               | Eurozet                                        | tak (Irdeto) |
| 903 | Muzo.fm                 | ZPR Media                                      | tak (Irdeto) |
| 904 | Radio Zet               | Eurozet                                        | tak (Irdeto) |
| 905 | Radio Złote Przeboje    | Agora                                          | tak (Irdeto) |
| 906 | Radio Plus              | Eurozet i Time SA                              | tak (Irdeto) |
| 907 | Vox FM                  | ZPR Media                                      | tak (Irdeto) |
| 908 | Tok FM                  | Agora                                          | tak (Irdeto) |
| 909 | Rock Radio              | Agora                                          | tak (Irdeto) |
| 910 | Eska Rock               | ZPR Media                                      | tak (Irdeto) |
| 911 | Radio Wielkopolska      | K2 WIN Sp. z.o.o.                              | tak (Irdeto) |
| 912 | Radio Bezpieczna Podróż | Fundacja Emanio Arcus                          | tak (Irdeto) |
| 913 | Radio Rekord FM (Radom) | Rekord Grupa Mediowa                           | tak (Irdeto) |
| 914 | Radio Kolor             | MFM Sp. z o.o.                                 | tak (Irdeto) |
| 915 | Radio Kaszëbë           | Stowarzyszenie Ziemia Pucka                    | tak (Irdeto) |
| 916 | Radio Jasna Góra        | Klasztor OO. Paulinów Jasna Góra – Częstochowa | tak (Irdeto) |

### IV multipleks telewizyjny od 2 lipca 2024[25]
Programy telewizyjne
| LCN | Nazwa programu          | Nadawca                    | Szyfrowanie  |
| --- | ----------------------- | -------------------------- | ------------ |
| 110 | Polsat Sport 1 HD       | Telewizja Polsat           | tak (Irdeto) |
| 111 | Polsat Sport 2 HD       | Telewizja Polsat           | tak (Irdeto) |
| 112 | Eurosport 1 HD          | TVN Warner Bros. Discovery | tak (Irdeto) |
| 113 | Eurosport 2 HD          | TVN Warner Bros. Discovery | tak (Irdeto) |
| 114 | Eleven Sports 1 HD      | Telewizja Polsat           | tak (Irdeto) |
| 115 | Eleven Sports 2 HD      | Telewizja Polsat           | tak (Irdeto) |
| 116 | TVN Turbo HD            | TVN Warner Bros. Discovery | tak (Irdeto) |
| 117 | TVN Style HD            | TVN Warner Bros. Discovery | tak (Irdeto) |
| 118 | Polsat News Polityka HD | Telewizja Polsat           | nie (FTA)    |
| 119 | Polsat News HD          | Telewizja Polsat           | tak (Irdeto) |
| 120 | TVN24 HD                | TVN Warner Bros. Discovery | tak (Irdeto) |
| 333 | Polsat HbbTV            | Telewizja Polsat           | nie (FTA)    |

Programy radiowe
| LCN | Nazwa programu          | Nadawca                                        | Szyfrowanie  |
| --- | ----------------------- | ---------------------------------------------- | ------------ |
| 900 | RMF FM                  | Grupa RMF                                      | tak (Irdeto) |
| 901 | RMF MAXX                | Grupa RMF                                      | tak (Irdeto) |
| 902 | Antyradio               | Eurozet                                        | tak (Irdeto) |
| 903 | Eska Rock               | ZPR Media                                      | tak (Irdeto) |
| 904 | Radio Zet               | Eurozet                                        | tak (Irdeto) |
| 905 | Radio Złote Przeboje    | Agora                                          | tak (Irdeto) |
| 906 | Radio Plus              | Eurozet i Time SA                              | tak (Irdeto) |
| 907 | Vox FM                  | ZPR Media                                      | tak (Irdeto) |
| 908 | Tok FM                  | Agora                                          | tak (Irdeto) |
| 909 | Rock Radio              | Agora                                          | tak (Irdeto) |
| 910 | Eska Rock Warszawa      | ZPR Media                                      | tak (Irdeto) |
| 911 | Radio Wielkopolska      | K2 WIN Sp. z.o.o.                              | tak (Irdeto) |
| 912 | Radio Bezpieczna Podróż | Fundacja Emanio Arcus                          | tak (Irdeto) |
| 913 | Radio Rekord FM (Radom) | Rekord Grupa Mediowa                           | tak (Irdeto) |
| 914 | Radio Kolor             | MFM Sp. z o.o.                                 | tak (Irdeto) |
| 915 | Radio Kaszëbë           | Stowarzyszenie Ziemia Pucka                    | tak (Irdeto) |
| 916 | Radio Jasna Góra        | Klasztor OO. Paulinów Jasna Góra – Częstochowa | tak (Irdeto) |

### IV multipleks telewizyjny od 11 lipca 2024[26]
Programy telewizyjne
| LCN | Nazwa programu          | Nadawca                    | Szyfrowanie  |
| --- | ----------------------- | -------------------------- | ------------ |
| 110 | Polsat Sport 1 HD       | Telewizja Polsat           | tak (Irdeto) |
| 111 | Polsat Sport 2 HD       | Telewizja Polsat           | tak (Irdeto) |
| 112 | Eurosport 1 HD          | TVN Warner Bros. Discovery | tak (Irdeto) |
| 113 | Eurosport 2 HD          | TVN Warner Bros. Discovery | tak (Irdeto) |
| 114 | Eleven Sports 1 HD      | Telewizja Polsat           | tak (Irdeto) |
| 115 | Eleven Sports 2 HD      | Telewizja Polsat           | tak (Irdeto) |
| 116 | TVN Turbo HD            | TVN Warner Bros. Discovery | tak (Irdeto) |
| 117 | TVN Style HD            | TVN Warner Bros. Discovery | tak (Irdeto) |
| 118 | Polsat News Polityka HD | Telewizja Polsat           | nie (FTA)    |
| 119 | Polsat News HD          | Telewizja Polsat           | tak (Irdeto) |
| 120 | TVN24 HD                | TVN Warner Bros. Discovery | tak (Irdeto) |
| 333 | Polsat HbbTV            | Telewizja Polsat           | nie (FTA)    |

Programy radiowe
| LCN | Nazwa programu          | Nadawca                                        | Szyfrowanie  |
| --- | ----------------------- | ---------------------------------------------- | ------------ |
| 900 | RMF FM                  | Grupa RMF                                      | tak (Irdeto) |
| 901 | RMF MAXX                | Grupa RMF                                      | tak (Irdeto) |
| 902 | Antyradio               | Eurozet                                        | tak (Irdeto) |
| 904 | Radio Zet               | Eurozet                                        | tak (Irdeto) |
| 905 | Radio Złote Przeboje    | Agora                                          | tak (Irdeto) |
| 906 | Radio Plus              | Eurozet i Time SA                              | tak (Irdeto) |
| 907 | Vox FM                  | ZPR Media                                      | tak (Irdeto) |
| 908 | Tok FM                  | Agora                                          | tak (Irdeto) |
| 909 | Rock Radio              | Agora                                          | tak (Irdeto) |
| 910 | Eska Rock Warszawa      | ZPR Media                                      | tak (Irdeto) |
| 911 | Radio Wielkopolska      | K2 WIN Sp. z.o.o.                              | tak (Irdeto) |
| 912 | Radio Bezpieczna Podróż | Fundacja Emanio Arcus                          | tak (Irdeto) |
| 913 | Radio Rekord FM (Radom) | Rekord Grupa Mediowa                           | tak (Irdeto) |
| 914 | Radio Kolor             | MFM Sp. z o.o.                                 | tak (Irdeto) |
| 915 | Radio Kaszëbë           | Stowarzyszenie Ziemia Pucka                    | tak (Irdeto) |
| 916 | Radio Jasna Góra        | Klasztor OO. Paulinów Jasna Góra – Częstochowa | tak (Irdeto) |

### IV multipleks telewizyjny od 25 października 2024[28]
Programy telewizyjne
| LCN | Nazwa programu          | Nadawca                    | Szyfrowanie  |
| --- | ----------------------- | -------------------------- | ------------ |
| 110 | Polsat Sport 1 HD       | Telewizja Polsat           | tak (Irdeto) |
| 111 | Polsat Sport 2 HD       | Telewizja Polsat           | tak (Irdeto) |
| 112 | Eurosport 1 HD          | TVN Warner Bros. Discovery | tak (Irdeto) |
| 113 | Eurosport 2 HD          | TVN Warner Bros. Discovery | tak (Irdeto) |
| 114 | Eleven Sports 1 HD      | Telewizja Polsat           | tak (Irdeto) |
| 115 | Eleven Sports 2 HD      | Telewizja Polsat           | tak (Irdeto) |
| 116 | TVN Turbo HD            | TVN Warner Bros. Discovery | tak (Irdeto) |
| 117 | TVN Style HD            | TVN Warner Bros. Discovery | tak (Irdeto) |
| 118 | Polsat News Polityka HD | Telewizja Polsat           | nie (FTA)    |
| 119 | Polsat News HD          | Telewizja Polsat           | tak (Irdeto) |
| 120 | TVN24 HD                | TVN Warner Bros. Discovery | tak (Irdeto) |
| 333 | Polsat HbbTV            | Telewizja Polsat           | nie (FTA)    |

Programy radiowe
| LCN | Nazwa programu          | Nadawca                                        | Szyfrowanie  |
| --- | ----------------------- | ---------------------------------------------- | ------------ |
| 900 | RMF FM                  | Grupa RMF                                      | tak (Irdeto) |
| 901 | RMF MAXX                | Grupa RMF                                      | tak (Irdeto) |
| 902 | Antyradio               | Eurozet                                        | tak (Irdeto) |
| 903 | Norda FM                | Twoja Telewizja Morska Sp. z.o.o.              | tak (Irdeto) |
| 904 | Radio Zet               | Eurozet                                        | tak (Irdeto) |
| 905 | Radio Złote Przeboje    | Agora                                          | tak (Irdeto) |
| 906 | Radio Plus              | Eurozet i Time SA                              | tak (Irdeto) |
| 907 | Vox FM                  | ZPR Media                                      | tak (Irdeto) |
| 908 | Tok FM                  | Agora                                          | tak (Irdeto) |
| 909 | Rock Radio              | Agora                                          | tak (Irdeto) |
| 910 | Eska Rock Warszawa      | ZPR Media                                      | tak (Irdeto) |
| 911 | Radio Wielkopolska      | K2 WIN Sp. z.o.o.                              | tak (Irdeto) |
| 912 | Radio Bezpieczna Podróż | Fundacja Emanio Arcus                          | tak (Irdeto) |
| 913 | Radio Rekord FM (Radom) | Rekord Grupa Mediowa                           | tak (Irdeto) |
| 914 | Radio Kolor             | MFM Sp. z o.o.                                 | tak (Irdeto) |
| 915 | Radio Kaszëbë           | Stowarzyszenie Ziemia Pucka                    | tak (Irdeto) |
| 916 | Radio Jasna Góra        | Klasztor OO. Paulinów Jasna Góra – Częstochowa | tak (Irdeto) |

## Nadajniki multipleksu
Czwarty multipleks naziemnej telewizji cyfrowej rozpoczął emisję w 2012 roku jako TV Mobilna. Jak wskazywała nazwa usługi oferta multipleksu zachęcała do odbioru w podróży m.in. poprzez rozmieszczenie nadajników głównie w dużych miastach (zazwyczaj po kilka nadajników w polaryzacji pionowej o małej i średniej mocy). Przejście na emisję z obiektów dużej mocy i w polaryzacji poziomej w latach 2021–2022 zakończyło pierwotną funkcję multipleksu, ale umożliwiło to stacjonarny odbiór multipleksu w całej Polsce. Od 28 marca 2022 do 27 czerwca 2022 roku nadajniki MUX 4 przełączano na nowy standard nadawania DVB-T2/HEVC.

### Lista nadajników MUX 4 DVB-T2 (od 2022 roku)
| Województwo         | Typ obiektu | Nazwa obiektu                | Częstotliwość (MHz) | Kanał | Charakterystyka promieniowania | Polaryzacja | Moc (kW) | Data uruchomienia nadajnika |
| ------------------- | ----------- | ---------------------------- | ------------------- | ----- | ------------------------------ | ----------- | -------- | --------------------------- |
| dolnośląskie        | RTCN        | Wrocław/Ślęża                | 482 MHz             | 22    | dookólna (ND)                  | pozioma (H) | 100 kW   | 30 czerwca 2021             |
| dolnośląskie        | RTON        | Jelenia Góra/Śnieżne Kotły   | 482 MHz             | 22    | kierunkowa (D)                 | pozioma (H) | 100 kW   | 30 czerwca 2021             |
| dolnośląskie        | RTON        | Kłodzko/Czarna Góra          | 482 MHz             | 22    | kierunkowa (D)                 | pozioma (H) | 50 kW    | 1 września 2021             |
| kujawsko-pomorskie  | RTCN        | Bydgoszcz/Trzeciewiec        | 578 MHz             | 34    | dookólna (ND)                  | pozioma (H) | 100 kW   | 30 czerwca 2021             |
| lubelskie           | RTCN        | Lublin/Piaski                | 474 MHz             | 21    | dookólna (ND)                  | pozioma (H) | 100 kW   | 30 czerwca 2021             |
| lubelskie           | RTCN        | Zamość/Tarnawatka            | 562 MHz             | 32    | dookólna (ND)                  | pozioma (H) | 50 kW    | 30 czerwca 2021             |
| lubelskie           | RTCN        | Dęblin/Ryki                  | 562 MHz             | 32    | dookólna (ND)                  | pozioma (H) | 20 kW    | 31 sierpnia 2021            |
| lubuskie            | RTCN        | Zielona Góra/Jemiołów        | 514 MHz             | 26    | dookólna (ND)                  | pozioma (H) | 100 kW   | 30 czerwca 2021             |
| lubuskie            | RTCN        | Żagań/Wichów                 | 482 MHz             | 22    | dookólna (ND)                  | pozioma (H) | 50 kW    | 30 czerwca 2021             |
| łódzkie             | RTCN        | Łódź/Zygry                   | 474 MHz             | 21    | kierunkowa (D)                 | pozioma (H) | 100 kW   | 25 kwietnia 2022            |
| łódzkie             | SLR         | Łódź/Dąbrowa                 | 474 MHz             | 21    | dookólna (ND)                  | pozioma (H) | 20 kW    | 25 kwietnia 2022            |
| małopolskie         | RTCN        | Kraków/Chorągwica            | 474 MHz             | 21    | dookólna (ND)                  | pozioma (H) | 100 kW   | 30 czerwca 2021             |
| małopolskie         | RTON        | Tarnów/Góra Świętego Marcina | 474 MHz             | 21    | dookólna (ND)                  | pozioma (H) | 50 kW    | 30 czerwca 2021             |
| mazowieckie         | RTCN        | Warszawa/Raszyn              | 578 MHz             | 34    | dookólna (ND)                  | pozioma (H) | 100 kW   | 30 czerwca 2021             |
| mazowieckie         | RTCN        | Płock/Rachocin               | 682 MHz             | 47    | dookólna (ND)                  | pozioma (H) | 100 kW   | 30 czerwca 2021             |
| mazowieckie         | RTCN        | Przysucha/Kozłowiec          | 642 MHz             | 42    | dookólna (ND)                  | pozioma (H) | 50 kW    | 30 czerwca 2021             |
| mazowieckie         | RTCN        | Siedlce/Łosice               | 562 MHz             | 32    | dookólna (ND)                  | pozioma (H) | 50 kW    | 30 sierpnia 2021            |
| mazowieckie         | TON         | Płock/Radziwie               | 682 MHz             | 47    | dookólna (ND)                  | pozioma (H) | 30 kW    | 1 września 2021             |
| mazowieckie         | SLR         | Różan                        | 474 MHz             | 21    | dookólna (ND)                  | pozioma (H) | 6 kW     | 1 września 2021             |
| mazowieckie         | RTCN        | Warszawa/PKiN                | 578 MHz             | 34    | dookólna (ND)                  | pozioma (H) | 3 kW     | 30 czerwca 2021             |
| opolskie            | RTCN        | Opole/Chrzelice              | 474 MHz             | 21    | dookólna (ND)                  | pozioma (H) | 100 kW   | 30 czerwca 2021             |
| podkarpackie        | RTCN        | Rzeszów/Sucha Góra           | 554 MHz             | 31    | dookólna (ND)                  | pozioma (H) | 100 kW   | 30 czerwca 2021             |
| podkarpackie        | RTCN        | Leżajsk/Giedlarowa           | 554 MHz             | 31    | dookólna (ND)                  | pozioma (H) | 70 kW    | 30 sierpnia 2021            |
| podkarpackie        | RTON        | Solina/Góra Jawor            | 554 MHz             | 31    | dookólna (ND)                  | pozioma (H) | 20 kW    | 31 sierpnia 2021            |
| podlaskie           | RTCN        | Białystok/Krynice            | 562 MHz             | 32    | dookólna (ND)                  | pozioma (H) | 100 kW   | 25 kwietnia 2022            |
| podlaskie           | RTCN        | Suwałki/Krzemianucha         | 498 MHz             | 24    | dookólna (ND)                  | pozioma (H) | 20 kW    | 31 sierpnia 2021            |
| pomorskie           | RTCN        | Gdańsk/Chwaszczyno           | 506 MHz             | 25    | kierunkowa (D)                 | pozioma (H) | 100 kW   | 30 czerwca 2021             |
| śląskie             | RTCN        | Katowice/Kosztowy            | 474 MHz             | 21    | dookólna (ND)                  | pozioma (H) | 100 kW   | 30 czerwca 2021             |
| śląskie             | RTCN        | Częstochowa/Wręczyca Wielka  | 610 MHz             | 38    | kierunkowa (D)                 | pozioma (H) | 100 kW   | 30 czerwca 2021             |
| śląskie             | RTON        | Wisła/Skrzyczne              | 474 MHz             | 21    | kierunkowa (D)                 | pozioma (H) | 50 kW    | 25 kwietnia 2022            |
| świętokrzyskie      | RTCN        | Kielce/Święty Krzyż          | 642 MHz             | 42    | dookólna (ND)                  | pozioma (H) | 100 kW   | 30 czerwca 2021             |
| warmińsko-mazurskie | RTCN        | Olsztyn/Pieczewo             | 474 MHz             | 21    | kierunkowa (D)                 | pozioma (H) | 100 kW   | 30 czerwca 2021             |
| warmińsko-mazurskie | RTCN        | Giżycko/Miłki                | 498 MHz             | 24    | dookólna (ND)                  | pozioma (H) | 100 kW   | 31 sierpnia 2021            |
| warmińsko-mazurskie | RTON        | Iława/Kisielice              | 674 MHz             | 46    | dookólna (ND)                  | pozioma (H) | 100 kW   | 30 sierpnia 2021            |
| warmińsko-mazurskie | RTON        | Elbląg/Jagodnik              | 474 MHz             | 21    | dookólna (ND)                  | pozioma (H) | 10 kW    | 30 czerwca 2021             |
| wielkopolskie       | RTCN        | Poznań/Śrem                  | 642 MHz             | 42    | dookólna (ND)                  | pozioma (H) | 100 kW   | 30 czerwca 2021             |
| wielkopolskie       | RTCN        | Konin/Żółwieniec             | 682 MHz             | 47    | dookólna (ND)                  | pozioma (H) | 100 kW   | 30 sierpnia 2021            |
| wielkopolskie       | RTCN        | Kalisz/Mikstat               | 610 MHz             | 38    | dookólna (ND)                  | pozioma (H) | 100 kW   | 30 czerwca 2021             |
| wielkopolskie       | RTCN        | Gniezno/Chojna               | 642 MHz             | 42    | dookólna (ND)                  | pozioma (H) | 20 kW    | 1 września 2021             |
| zachodniopomorskie  | RTCN        | Szczecin/Kołowo              | 546 MHz             | 30    | kierunkowa (D)                 | pozioma (H) | 100 kW   | 30 czerwca 2021             |
| zachodniopomorskie  | RTCN        | Piła/Rusinowo                | 642 MHz             | 42    | dookólna (ND)                  | pozioma (H) | 100 kW   | 30 czerwca 2021             |
| zachodniopomorskie  | RTCN        | Koszalin/Gołogóra            | 530 MHz             | 28    | dookólna (ND)                  | pozioma (H) | 100 kW   | 30 czerwca 2021             |
| zachodniopomorskie  | RTCN        | Białogard/Sławoborze         | 530 MHz             | 28    | dookólna (ND)                  | pozioma (H) | 50 kW    | 1 września 2021             |

Opracowano na podstawie materiałów źródłowych.

### Lista wyłączonych nadajników MUX 4 DVB-T (2012-2022)
| Województwo         | Typ obiektu | Nazwa obiektu                               | Częstotliwość (MHz) | Kanał | Charakterystyka promieniowania | Polaryzacja | Moc (kW) | Data uruchomienia nadajnika | Data wyłączenia nadajnika |
| ------------------- | ----------- | ------------------------------------------- | ------------------- | ----- | ------------------------------ | ----------- | -------- | --------------------------- | ------------------------- |
| dolnośląskie        | RTON        | Wrocław/Żórawina                            | 642 MHz             | 42    | kierunkowa (D)                 | pozioma (H) | 30 kW    | 4 czerwca 2012              | 30 czerwca 2021           |
| dolnośląskie        | RTON        | Wałbrzych/Góra Chełmiec                     | 682 MHz             | 47    | kierunkowa (D)                 | pionowa (V) | 11 kW    | lipiec/sierpień 2018        | 30 czerwca 2021           |
| dolnośląskie        | SLR         | Legnica/ul. Piastowska                      | 682 MHz             | 47    | kierunkowa (D)                 | pozioma (H) | 10 kW    | lipiec/sierpień 2018        | 30 czerwca 2021           |
| dolnośląskie        | TON         | Wrocław/Dom Studencki Kredka                | 642 MHz             | 42    | kierunkowa (D)                 | pionowa (V) | 5 kW     | 4 czerwca 2012              | 30 czerwca 2021           |
| dolnośląskie        | TON         | Kobierzyce/Pustków                          | 658 MHz             | 44    | kierunkowa (D)                 | pionowa (V) | 5 kW     | 4 czerwca 2012              | 30 czerwca 2021           |
| dolnośląskie        | TSR         | Walim/Góra Ostra                            | 682 MHz             | 47    | kierunkowa (D)                 | pionowa (V) | 4,7 kW   | lipiec/sierpień 2018        | 30 czerwca 2021           |
| dolnośląskie        | TON         | Wałbrzych/Komin WZK Victoria                | 682 MHz             | 47    | kierunkowa (D)                 | pionowa (V) | 3,5 kW   | 4 czerwca 2012              | 30 czerwca 2021           |
| dolnośląskie        | TON         | Wałbrzych/Komin PEC                         | 682 MHz             | 47    | kierunkowa (D)                 | pionowa (V) | 3,5 kW   | 4 czerwca 2012              | 30 czerwca 2021           |
| dolnośląskie        | TON         | Legnica/Komin Huty Miedzi                   | 682 MHz             | 47    | kierunkowa (D)                 | pionowa (V) | 3 kW     | 4 czerwca 2012              | 30 czerwca 2021           |
| dolnośląskie        | TON         | Legnica/Komin WPEC                          | 682 MHz             | 47    | kierunkowa (D)                 | pionowa (V) | 3 kW     | 4 czerwca 2012              | 30 czerwca 2021           |
| dolnośląskie        | TON         | Wrocław/ul. Gubińska                        | 642 MHz             | 42    | dookólna (ND)                  | pionowa (V) | 3 kW     | 4 czerwca 2012              | 30 czerwca 2021           |
| dolnośląskie        | TON         | Wrocław/Młyn Leśnica                        | 642 MHz             | 42    | kierunkowa (D)                 | pionowa (V) | 3 kW     | 4 czerwca 2012              | 30 czerwca 2021           |
| kujawsko-pomorskie  | RTCN        | Bydgoszcz/Trzeciewiec                       | 578 MHz             | 34    | dookólna (ND)                  | pozioma (H) | 100 kW   | lipiec/sierpień 2018        | 30 czerwca 2021           |
| kujawsko-pomorskie  | RTON        | Toruń/Grębocin Cergia                       | 578 MHz             | 34    | kierunkowa (D)                 | pozioma (H) | 10 kW    | 4 czerwca 2012              | 30 czerwca 2021           |
| kujawsko-pomorskie  | TON         | Koronowo/Okole                              | 618 MHz             | 39    | dookólna (ND)                  | pionowa (V) | 10 kW    | 4 czerwca 2012              | 30 czerwca 2021           |
| kujawsko-pomorskie  | TON         | Bydgoszcz/Osielsko                          | 578 MHz             | 34    | dookólna (ND)                  | pionowa (V) | 8 kW     | 4 czerwca 2012              | 30 czerwca 2021           |
| kujawsko-pomorskie  | TON         | Włocławek/Komin MPEC                        | 674 MHz             | 46    | kierunkowa (D)                 | pionowa (V) | 8 kW     | 4 czerwca 2012              | 30 czerwca 2021           |
| kujawsko-pomorskie  | TON         | Bydgoszcz/Komin EC Bydgoszcz I              | 578 MHz             | 34    | kierunkowa (D)                 | pionowa (V) | 5 kW     | 4 czerwca 2012              | 30 czerwca 2021           |
| kujawsko-pomorskie  | TON         | Solec Kujawski/Komin KPEC                   | 618 MHz             | 39    | kierunkowa (D)                 | pionowa (V) | 5 kW     | 4 czerwca 2012              | 30 czerwca 2021           |
| kujawsko-pomorskie  | TON         | Toruń/ul. Szosa Chełmińska                  | 578 MHz             | 34    | kierunkowa (D)                 | pionowa (V) | 5 kW     | 4 czerwca 2012              | 30 czerwca 2021           |
| kujawsko-pomorskie  | TON         | Aleksandrów Kujawski/ul. Narutowicza        | 578 MHz             | 34    | kierunkowa (D)                 | pionowa (V) | 3 kW     | 4 czerwca 2012              | 30 czerwca 2021           |
| kujawsko-pomorskie  | TON         | Toruń/Zgoda                                 | 578 MHz             | 34    | dookólna (ND)                  | pozioma (H) | 3 kW     | lipiec/sierpień 2018        | 30 czerwca 2021           |
| kujawsko-pomorskie  | TON         | Toruń/Dąbrowa Biskupia                      | 578 MHz             | 34    | dookólna (ND)                  | pozioma (H) | 2 kW     | lipiec/sierpień 2018        | 30 czerwca 2021           |
| lubelskie           | TON         | Lublin/Komin EC Wrotków                     | 586 MHz             | 35    | kierunkowa (D)                 | pionowa (V) | 8 kW     | 4 czerwca 2012              | 30 czerwca 2021           |
| lubuskie            | RTCN        | Żagań/Wichów                                | 690 MHz             | 48    | dookólna (ND)                  | pozioma (H) | 50 kW    | lipiec/sierpień 2018        | 30 czerwca 2021           |
| lubuskie            | TON         | Zielona Góra/Góra Wilkanowska               | 482 MHz             | 22    | kierunkowa (D)                 | pionowa (V) | 10 kW    | lipiec/sierpień 2013        | 30 czerwca 2021           |
| lubuskie            | TON         | Lubiszyn                                    | 538 MHz             | 29    | dookólna (ND)                  | pionowa (V) | 5 kW     | lipiec/sierpień 2018        | 30 czerwca 2021           |
| lubuskie            | TON         | Gorzów Wielkopolski/Komin PEC               | 514 MHz             | 26    | dookólna (ND)                  | pionowa (V) | 5 kW     | 4 czerwca 2012              | 30 czerwca 2021           |
| lubuskie            | TON         | Gorzów Wielkopolski/Komin b. ZM Ursus       | 514 MHz             | 26    | dookólna (ND)                  | pionowa (V) | 3 kW     | 4 czerwca 2012              | 30 czerwca 2021           |
| łódzkie             | TON         | Łódź/Komin EC-4                             | 698 MHz             | 49    | dookólna (ND)                  | pozioma (H) | 88 kW    | 4 czerwca 2012              | 25 kwietnia 2022          |
| łódzkie             | TON         | Zgierz/ul. Struga                           | 698 MHz             | 49    | kierunkowa (D)                 | pionowa (V) | 5 kW     | 4 czerwca 2012              | 25 kwietnia 2022          |
| łódzkie             | TON         | Łódź/ul. Brzezińska                         | 626 MHz             | 40    | dookólna (ND)                  | pionowa (V) | 3 kW     | 4 czerwca 2012              | 25 kwietnia 2022          |
| łódzkie             | TON         | Pabianice/ul. Lutomierska                   | 626 MHz             | 40    | kierunkowa (D)                 | pionowa (V) | 3 kW     | 4 czerwca 2012              | 25 kwietnia 2022          |
| łódzkie             | TON         | Konstantynów Łódzki/Komin b. ZPW Konstilana | 698 MHz             | 49    | dookólna (ND)                  | pionowa (V) | 1,5 kW   | 4 czerwca 2012              | 25 kwietnia 2022          |
| małopolskie         | RTCN        | Kraków/Chorągwica                           | 570 MHz             | 33    | kierunkowa (D)                 | pozioma (H) | 79 kW    | lipiec/sierpień 2018        | –                         |
| małopolskie         | RTON        | Tarnów/Góra Świętego Marcina                | 570 MHz             | 33    | kierunkowa (D)                 | pozioma (H) | 50 kW    | 8 października 2015         | –                         |
| małopolskie         | RON         | Tarnów/Lichwin                              | 570 MHz             | 33    | dookólna (ND)                  | pionowa (V) | 10 kW    | 24 września 2015            | 30 czerwca 2021           |
| małopolskie         | TON         | Kraków/Wieża Ciśnień                        | 570 MHz             | 33    | dookólna (ND)                  | pionowa (V) | 8 kW     | 4 czerwca 2012              | 30 czerwca 2021           |
| małopolskie         | TON         | Skawina/Komin NPA Skawina                   | 570 MHz             | 33    | kierunkowa (D)                 | pionowa (V) | 8 kW     | 4 czerwca 2012              | 30 czerwca 2021           |
| małopolskie         | TON         | Kraków/Huta T. Sendzimira                   | 570 MHz             | 33    | kierunkowa (D)                 | pionowa (V) | 4 kW     | 4 czerwca 2012              | 30 czerwca 2021           |
| małopolskie         | TON         | Kraków/Kopiec Kościuszki                    | 570 MHz             | 33    | dookólna (ND)                  | pionowa (V) | 3 kW     | 4 czerwca 2012              | 30 czerwca 2021           |
| mazowieckie         | RTCN        | Warszawa/Raszyn                             | 578 MHz             | 34    | dookólna (ND)                  | pozioma (H) | 100 kW   | lipiec/sierpień 2018        | –                         |
| mazowieckie         | RTCN        | Płock/Radziwie                              | 586 MHz             | 35    | dookólna (ND)                  | pozioma (H) | 75 kW    | lipiec/sierpień 2018        | 30 czerwca 2021           |
| mazowieckie         | RON         | Radom/ul. Przytycka                         | 626 MHz             | 40    | dookólna (ND)                  | pozioma (H) | 14 kW    | lipiec/sierpień 2018        | 30 czerwca 2021           |
| mazowieckie         | TON         | Warszawa/Karczew                            | 578 MHz             | 34    | kierunkowa (D)                 | pionowa (V) | 5 kW     | 4 czerwca 2012              | 30 czerwca 2021           |
| mazowieckie         | TON         | Legionowo/Komin PEC                         | 578 MHz             | 34    | kierunkowa (D)                 | pionowa (V) | 3 kW     | 4 czerwca 2012              | 30 czerwca 2021           |
| mazowieckie         | TON         | Płock/Komin b. mleczarni Mitex              | 586 MHz             | 35    | kierunkowa (D)                 | pionowa (V) | 5 kW     | 4 czerwca 2012              | 30 czerwca 2021           |
| mazowieckie         | TON         | Radom/Komin CM Północ                       | 530 MHz             | 28    | kierunkowa (D)                 | pionowa (V) | 5 kW     | 4 czerwca 2012              | 30 czerwca 2021           |
| mazowieckie         | TON         | Radom/Komin CM Południe                     | 530 MHz             | 28    | kierunkowa (D)                 | pionowa (V) | 5 kW     | 4 czerwca 2012              | 30 czerwca 2021           |
| mazowieckie         | TON         | Pruszków/Komin b. EC Pruszków II            | 578 MHz             | 34    | kierunkowa (D)                 | pionowa (V) | 3 kW     | 4 czerwca 2012              | 30 czerwca 2021           |
| mazowieckie         | TON         | Warszawa/Komin Ciepłowni Kawęczyn           | 578 MHz             | 34    | dookólna (ND)                  | pionowa (V) | 5 kW     | 4 czerwca 2012              | 30 czerwca 2021           |
| mazowieckie         | RTCN        | Warszawa/PKiN                               | 578 MHz             | 34    | dookólna (ND)                  | pionowa (V) | 2,2 kW   | wrzesień 2013               | –                         |
| mazowieckie         | TON         | Warszawa/Dworzec Zachodni                   | 578 MHz             | 34    | dookólna (ND)                  | pionowa (V) | 1,7 kW   | lipiec 2013                 | 30 czerwca 2021           |
| opolskie            | TON         | Opole/Komin E Opole                         | 650 MHz             | 43    | kierunkowa (D)                 | pionowa (V) | 12 kW    | 4 czerwca 2012              | 30 czerwca 2021           |
| opolskie            | SLR         | Ozimek/ul. Powstańców Śląskich              | 650 MHz             | 43    | dookólna (ND)                  | pozioma (H) | 5 kW     | lipiec/sierpień 2018        | 30 czerwca 2021           |
| opolskie            | TON         | Opole/Komin PETERS                          | 650 MHz             | 43    | kierunkowa (D)                 | pionowa (V) | 2,5 kW   | 4 czerwca 2012              | 30 czerwca 2021           |
| podkarpackie        | TON         | Rzeszów/Tyczyn                              | 586 MHz             | 35    | kierunkowa (D)                 | pionowa (V) | 10 kW    | 4 czerwca 2012              | 30 czerwca 2021           |
| podkarpackie        | TON         | Rzeszów/Saria                               | 586 MHz             | 35    | dookólna (ND)                  | pionowa (V) | 2 kW     | 4 czerwca 2012              | 30 czerwca 2021           |
| podkarpackie        | TON         | Rzeszów/Góry                                | 586 MHz             | 35    | kierunkowa (D)                 | pozioma (H) | 2 kW     | lipiec/sierpień 2018        | 30 czerwca 2021           |
| podlaskie           | RTON        | Białystok/Południe                          | 610 MHz             | 38    | kierunkowa (D)                 | pionowa (V) | 5 kW     | 4 czerwca 2012              | 25 kwietnia 2022          |
| podlaskie           | TON         | Wasilków/Nadrzeczna                         | 610 MHz             | 38    | dookólna (ND)                  | pionowa (V) | 3 kW     | 4 czerwca 2012              | 25 kwietnia 2022          |
| pomorskie           | RTCN        | Gdańsk/Chwaszczyno                          | 506 MHz             | 25    | kierunkowa (D)                 | pozioma (H) | 100 kW   | lipiec/sierpień 2018        | –                         |
| pomorskie           | RTON        | Słupsk/Bierkowo                             | 530 MHz             | 28    | kierunkowa (D)                 | pionowa (V) | 8 kW     | 4 czerwca 2012              | 30 czerwca 2021           |
| pomorskie           | TON         | Wejherowo/Komin Ciepłowni Nanice            | 506 MHz             | 25    | dookólna (ND)                  | pionowa (V) | 7 kW     | 4 czerwca 2012              | 30 czerwca 2021           |
| pomorskie           | TON         | Gdynia/Komin EC                             | 506 MHz             | 25    | kierunkowa (D)                 | pionowa (V) | 5 kW     | 4 czerwca 2012              | 30 czerwca 2021           |
| pomorskie           | TON         | Pruszcz Gdański/Komin Jazbud                | 570 MHz             | 33    | kierunkowa (D)                 | pionowa (V) | 4,5 kW   | 4 czerwca 2012              | 30 czerwca 2021           |
| pomorskie           | TON         | Słupsk/Objezierze                           | 530 MHz             | 28    | kierunkowa (D)                 | pozioma (H) | 3,5 kW   | lipiec/sierpień 2018        | 30 czerwca 2021           |
| pomorskie           | TON         | Gdynia/Anser                                | 506 MHz             | 25    | dookólna (ND)                  | pionowa (V) | 3 kW     | 4 czerwca 2012              | 30 czerwca 2021           |
| pomorskie           | RTON        | Gdańsk/Jaśkowa Kopa                         | 506 MHz             | 25    | dookólna (ND)                  | pionowa (V) | 2,3 kW   | 31 marca 2015               | 30 czerwca 2021           |
| śląskie             | RTCN        | Katowice/Kosztowy                           | 498 MHz             | 24    | kierunkowa (D)                 | pozioma (H) | 28 kW    | lipiec/sierpień 2018        | –                         |
| śląskie             | RTON        | Częstochowa/Komin ZE ELSEN                  | 666 MHz             | 45    | kierunkowa (D)                 | pionowa (V) | 8 kW     | 4 czerwca 2012              | 30 czerwca 2021           |
| śląskie             | TON         | Bielsko-Biała/BJG                           | 498 MHz             | 24    | kierunkowa (D)                 | pionowa (V) | 5 kW     | 4 czerwca 2012              | 25 kwietnia 2022          |
| śląskie             | TON         | Bielsko-Biała/Bestwina                      | 498 MHz             | 24    | kierunkowa (D)                 | pionowa (V) | 5 kW     | 4 czerwca 2012              | 30 czerwca 2021           |
| śląskie             | TON         | Rybnik/Komin E Rybnik                       | 658 MHz             | 44    | kierunkowa (D)                 | pionowa (V) | 5 kW     | 4 czerwca 2012              | 30 czerwca 2021           |
| śląskie             | TON         | Dąbrowa Górnicza/Komin Koksowni Przyjaźń    | 658 MHz             | 44    | dookólna (ND)                  | pionowa (V) | 5 kW     | 4 czerwca 2012              | 30 czerwca 2021           |
| śląskie             | TON         | Tychy/Komin EC                              | 658 MHz             | 44    | kierunkowa (D)                 | pionowa (V) | 5 kW     | 4 czerwca 2012              | 30 czerwca 2021           |
| śląskie             | TON         | Bytom/ul. Konstytucji 61                    | 498 MHz             | 24    | kierunkowa (D)                 | pionowa (V) | 5 kW     | 4 czerwca 2012              | 30 czerwca 2021           |
| śląskie             | TON         | Katowice/Komin EC Katowice                  | 498 MHz             | 24    | kierunkowa (D)                 | pionowa (V) | 4 kW     | 4 czerwca 2012              | 30 czerwca 2021           |
| śląskie             | TON         | Bielsko-Biała/Góra Szyndzielnia             | 498 MHz             | 24    | kierunkowa (D)                 | pozioma (H) | 4 kW     | 1 czerwca 2015              | 30 czerwca 2021           |
| śląskie             | TON         | Bielsko-Biała/Budynek ZIAD                  | 498 MHz             | 24    | kierunkowa (D)                 | pionowa (V) | 3 kW     | 4 czerwca 2012              | 25 kwietnia 2022          |
| śląskie             | TON         | Bielsko-Biała/ul. Wapienna                  | 498 MHz             | 24    | dookólna (ND)                  | pionowa (V) | 3 kW     | 4 czerwca 2012              | 25 kwietnia 2022          |
| śląskie             | TON         | Kłobuck/Komin Ciepłowni Kłobuck             | 666 MHz             | 45    | dookólna (ND)                  | pionowa (V) | 3 kW     | 4 czerwca 2012              | 30 czerwca 2021           |
| świętokrzyskie      | RTCN        | Kielce/Święty Krzyż                         | 626 MHz             | 40    | kierunkowa (D)                 | pozioma (H) | 22 kW    | lipiec/sierpień 2018        | –                         |
| świętokrzyskie      | TON         | Kielce/Sitkówka-Nowiny                      | 530 MHz             | 28    | kierunkowa (D)                 | pionowa (V) | 8 kW     | 4 czerwca 2012              | 30 czerwca 2021           |
| świętokrzyskie      | TON         | Kielce/Komin EC                             | 530 MHz             | 28    | kierunkowa (D)                 | pionowa (V) | 6 kW     | 4 czerwca 2012              | 30 czerwca 2021           |
| warmińsko-mazurskie | TON         | Olsztyn/Komin MPEC                          | 490 MHz             | 23    | kierunkowa (D)                 | pionowa (V) | 10 kW    | 4 czerwca 2012              | 30 czerwca 2021           |
| warmińsko-mazurskie | TON         | Elbląg/Góra Milejewska                      | 618 MHz             | 39    | kierunkowa (D)                 | pionowa (V) | 8 kW     | 4 czerwca 2012              | 30 czerwca 2021           |
| warmińsko-mazurskie | TON         | Olsztynek/PROVIMI                           | 730 MHz             | 53    | kierunkowa (D)                 | pionowa (V) | 6 kW     | 4 czerwca 2012              | 30 czerwca 2021           |
| warmińsko-mazurskie | TON         | Olsztyn/Mierkowska                          | 490 MHz             | 23    | kierunkowa (D)                 | pionowa (V) | 6 kW     | 4 czerwca 2012              | 30 czerwca 2021           |
| warmińsko-mazurskie | TON         | Ostróda/Komin MPEC                          | 730 MHz             | 53    | kierunkowa (D)                 | pionowa (V) | 5 kW     | 4 czerwca 2012              | 30 czerwca 2021           |
| warmińsko-mazurskie | TON         | Barczewo/Komin MSI                          | 490 MHz             | 23    | dookólna (ND)                  | pionowa (V) | 3 kW     | 4 czerwca 2012              | 30 czerwca 2021           |
| warmińsko-mazurskie | RTCN        | Olsztyn/Pieczewo                            | 514 MHz             | 26    | dookólna (ND)                  | pozioma (H) | 0,43 kW  | 4 maja 2020                 | –                         |
| wielkopolskie       | TON         | Poznań/Komin EC Karolin                     | 530 MHz             | 28    | kierunkowa (D)                 | pionowa (V) | 10 kW    | 4 czerwca 2012              | 30 czerwca 2021           |
| wielkopolskie       | TON         | Kalisz/Komin PPHU Alme                      | 626 MHz             | 40    | dookólna (ND)                  | pionowa (V) | 7 kW     | 4 czerwca 2012              | 30 czerwca 2021           |
| wielkopolskie       | SLR         | Kalisz/Chełmce                              | 626 MHz             | 40    | dookólna (ND)                  | pionowa (V) | 5 kW     | lipiec/sierpień 2018        | 30 czerwca 2021           |
| wielkopolskie       | RTON        | Poznań/Mosina                               | 530 MHz             | 28    | kierunkowa (D)                 | pionowa (V) | 5 kW     | 4 czerwca 2012              | 30 czerwca 2021           |
| zachodniopomorskie  | RTCN        | Szczecin/Kołowo                             | 546 MHz             | 30    | dookólna (ND)                  | pozioma (H) | 94 kW    | lipiec/sierpień 2018        | –                         |
| zachodniopomorskie  | TON         | Szczecin/WISKORD                            | 546 MHz             | 30    | kierunkowa (D)                 | pionowa (V) | 10 kW    | 4 czerwca 2012              | 30 czerwca 2021           |
| zachodniopomorskie  | TON         | Police/Komin Zakł. Chemicznych Police       | 546 MHz             | 30    | kierunkowa (D)                 | pionowa (V) | 5 kW     | 4 czerwca 2012              | 30 czerwca 2021           |
| zachodniopomorskie  | TON         | Gryfino/Nowe Czarnowo                       | 546 MHz             | 30    | kierunkowa (D)                 | pionowa (V) | 5 kW     | 4 czerwca 2012              | 30 czerwca 2021           |
| zachodniopomorskie  | RTON        | Stargard/Komin PEC                          | 546 MHz             | 30    | kierunkowa (D)                 | pionowa (V) | 5 kW     | 4 czerwca 2012              | 30 czerwca 2021           |
| zachodniopomorskie  | RTON        | Koszalin/Góra Chełmska                      | 530 MHz             | 28    | dookólna (ND)                  | pionowa (V) | 3,7 kW   | 30 marca 2015               | 30 czerwca 2021           |
| zachodniopomorskie  | TON         | Koszalin/Komin Ciepłowni FUB                | 530 MHz             | 28    | kierunkowa (D)                 | pionowa (V) | 3 kW     | 4 czerwca 2012              | 30 czerwca 2021           |
| zachodniopomorskie  | TON         | Koszalin/Kliszno                            | 530 MHz             | 28    | kierunkowa (D)                 | pionowa (V) | 2,5 kW   | lipiec/sierpień 2018        | 30 czerwca 2021           |
| zachodniopomorskie  | TON         | Koszalin/Niedalino                          | 530 MHz             | 28    | dookólna (ND)                  | pozioma (H) | 2 kW     | lipiec/sierpień 2018        | 30 czerwca 2021           |

Opracowano na podstawie materiałów źródłowych